# بالاطایفه

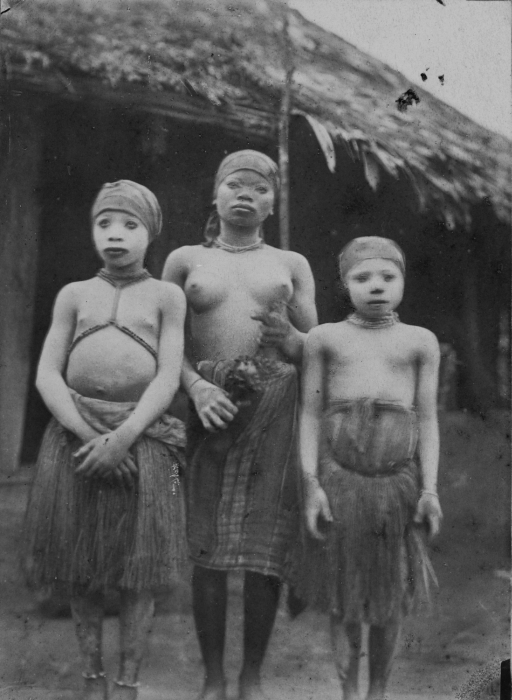

بالاطایفه (به انگلیسی: phratry) یکی از اصطلاحات مردم‌شناسی است و به مجموعه‌ای از دو یا چند طایفهٔ متمایز گفته می‌شود که واحد یگانه‌ای را تشکیل دهند.
در یونان باستان هر قبیله (فیله) به چند بالاطایفه (فراتری) بخش می‌شد.
ترتیب گروه‌بندی عشیرتی در بسیاری از قبایل از بزرگ به کوچک به این‌صورت است:
قبیله، ایل، عشیره، بالاطایفه، طایفه، تیره، خاندان، خانواده.